# مارك د. ساندرز
مارك د. ساندرز (بالإنجليزية: Mark D. Sanders)‏ هو كاتب أغاني أمريكي، ولد في 7 سبتمبر 1950 في لوس أنجلوس في الولايات المتحدة.

## وصلات خارجية
- مارك د. ساندرز على موقع ميوزك برينز (الإنجليزية)
- مارك د. ساندرز على موقع أول ميوزيك (الإنجليزية)
- مارك د. ساندرز على موقع ديسكوغز (الإنجليزية)